# 古市場 (市原市)
古市場（ふるいちば）は、千葉県市原市の市原地区にある大字。郵便番号は290-0008。

## 概要
市原市最北部の市原地区に位置する。
全域が村田川より北側にある字は市原地区の中ではこれのみである。村田川を南の境界として北西―南東方向に長い領域を有しており、北に千葉市と境界を接する。また、かつて古市場の一部を千葉市古市場町に編入した記録がある。

## 地理
南に村田川を隔てて菊間と接しており、南西でわずかに八幡と接する。西に千葉市中央区村田町、北に千葉市中央区浜野町、北東に千葉市緑区古市場町と接しており、南東で千葉市緑区中西町と隣接し、市原市草刈とわずかに接する。
村田川沿いの平地で、『千葉県市原郡誌』によれば土地は肥沃であるという。『千葉県市原郡誌』によれば、村田川の水は深く水量も多いために水運に向いていおり、また川魚漁にも便があるが、灌漑用水としては「何等の価値なく」、またしばしば洪水をもたらす難儀な川でもあった。

## 歴史

### 中世
中世、千葉荘内の村田川下流右岸域に椎名郷と呼ばれる郷村が登場し、千葉氏一族が拠点とした。「古市場」は、椎名下郷から分かれたとされる。
市原市古市場にある古市場天神社の伝承によれば、平安末期から鎌倉初期にかけて当地に高島館（あるいは菊間館）という館があり、千葉氏の家臣である高島恒重が住していた。古市場天神社は高島恒重の創建という。

### 近世
江戸時代には上総国市原郡古市場村で、上総道（茂原街道）を境として北に下総国千葉郡古市場村と接していた。市原郡古市場村は「上古市場村」、千葉郡古市場村は「下古市場村」と称されることがあり、国をまたがる二つの古市場村は「両古市場村」とも総称された。また千葉郡古市場村との混同を避けるために土地の人々は市原郡古市場を「高島」と称していたともいう。
元禄15年（1702年）、古市場村は、千葉郡椎名村・南小弓村との間で水論を起こしている。椎名村の泉谷（いずみやつ）の湧水は境川に流れ込んでおり、下流の古市場村・浜野村・村田村はがこれを用いていたが、上流の椎名村が水番を立てて使用を妨げたというものであった。幕府評定所は古市場村の主張は認めなかったものの、古市場村が旱損の村であることを考慮し、浜野村・村田村の余水を両古市場村で使用できるよう裁許した。
村田川の水運が盛んであった頃、古市場河岸は草刈河岸とともに重要な役割を果たしており、薪炭・木材の運送で栄えていた。

### 近代
江戸時代には旗本領であった。明治元年（1868年）7月には宮谷県管轄となり、同年8月に菊間藩領に移管された。明治4年（1871年）の廃藩置県により菊間県、同年末の府県統合により木更津県へと所属が変わり、1873年（明治6年）、千葉県に所属した。
1889年（明治22年）、町村制の施行に伴い、菊間村・古市場村・大厩村・草刈村が合併して、行政村としての菊間村が成立した。かつての古市場村は、新たな菊間村の大字「古市場」になった。明治後期に鉄道が開通すると、村田川の水運は衰微し、また千葉・浜野方面と外房の勝浦・茂原方面を結ぶ街道（茂原街道）の車馬交通も減少した。
昭和の大合併により、菊間村は1955年（昭和30年）に市原町の一部となり、古市場もその大字となった。1963年（昭和38年）、市原町は市制を施行し市原市となった。

## 世帯数と人口
2022年4月1日現在の世帯数と人口は以下の通りである。
| 町丁字 | 世帯数    | 人口    |
| ------ | --------- | ------- |
| 古市場 | 1,431世帯 | 3,192人 |

## 通学区域
市立小学校・市立中学校及び県立高等学校の通学区域は以下の通りである。
| 町丁字 | 区域 | 小学校             | 中学校             | 県立高校 |
| ------ | ---- | ------------------ | ------------------ | -------- |
| 古市場 | 全域 | 市原市立菊間小学校 | 市原市立菊間中学校 | 第9学区  |

## 施設
- 天神社[20]
- 長妙寺[21]
- スクルドエンジェル保育園古市場園
- ふるいちば保育園
- コメリハード＆グリーン市原古市場店
- SENDO古市場プラザ店
- 市原温泉 湯楽の里

## 交通

### 鉄道
域内に鉄道は通過していない。域内西北部の近傍駅としてはJR東日本内房線浜野駅（千葉市中央区浜野町）がある。

### 道路
- 国道16号
- 千葉県道14号千葉茂原線（茂原街道）
- 千葉県道126号八幡菊間線
- 菊間通り（市原市道25号古市場山木線）[22]
- 館山自動車道 - 通過のみ

茂原街道の旧道が千葉市古市場町との境界となっている。現代「茂原街道」の愛称を持つ千葉県道14号千葉茂原線は、領域の北西部の境界を構成するものの（国道16号と県道14号の交差点は「古市場」交差点である）、おおむね市境よりも北（千葉市側）を走る。
県道126号は古町橋で、菊間通りは古市場橋でそれぞれ村田川を越える（ともに対岸は市原市菊間）。